# Barun-Chandagaj
Barun-Chandagaj (ros. Барун-Хандагай) – rzeka w azjatyckiej części Rosji płynąca przez Tunkiński Park Narodowy, lewy dopływ Irkutu w Buriacji. W jej górnej części znajduje się sporo jezior górskich.
Rzeka ma 14 km długości. 